# Ferencz Gyulai

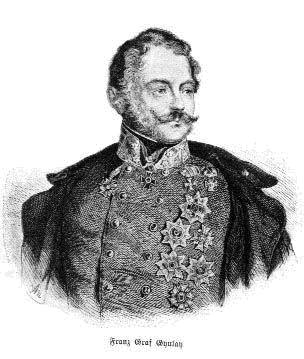
Le feld-maréchal Ferencz Gyulai

Ferenc Gyulay / Gyulai (nom hongrois selon l'orthographe moderne : Ferenc Gyulai), comte de Marosnémeth et de Nádaska (né à Pest le 1er septembre 1798, mort à Vienne le 1er septembre 1868), général-commandant de corps d'armée des armées royales et impériales, ministre autrichien de la Guerre, était fils du comte Ignácz Gyulay, général-commandant de corps d'armée des armées royales et impériales, et de la baronne Julia von Edelsheim.

## Biographie

### Origines familiales et premières années de carrière
Ferenc Gyulai naît d'une ancienne famille de la noblesse transylvaine. En 1815, il entre comme sous-lieutenant dans le 60e régiment d'infanterie qui porte le nom de son père. Il sert en de nombreux corps d'armée, et l'on peut supposer que sa promotion, étonnamment rapide en temps de paix, est vraisemblablement due tant à son nom qu'à son talent militaire.
En 1820, il est nommé lieutenant ; en 1829, lieutenant-colonel ; en 1830, colonel ; enfin, en 1839, major général.

### Gouverneur militaire et ministre de la Guerre
En 1845, c'est l'empereur d'Autriche (Ferdinand Ier) qui lui confie le commandement du 33e régiment d'infanterie. À partir de 1846, général en titre, il devient gouverneur de Trieste et commandant militaire du Littoral autrichien. En cette qualité, lorsqu'éclate la révolution hongroise de 1848, il prend pour un temps le commandement de la flotte autrichienne, et empêche qu'elle ne parvienne aux mains des insurgés italiens. Ces interventions décidées permettent au Littoral autrichien de résister aux assauts conjugués des navires sardes et napolitains, jusqu'à ce que la situation militaire sur la terre ferme ne prenne un tour décisif en faveur de l'empereur d'Autriche, avec la victoire, à Custoza, le 25 juillet 1848, du général Joseph Wencel Radetzky.
Voyant le rôle non négligeable qu'a tenu Gyulai au cours des opérations, le prince Felix von Schwarzenberg (1800-1852) l'élève, de gouverneur, au rang de ministre de la Guerre (1er juin 1849). En cette qualité, il est aux côtés de l'empereur François-Joseph Ier lors des combats de Győr, le 28 juin 1849, puis aux préparatifs du siège de Komárom ; en juillet, en revanche, il est déchargé de ce rôle sur sa propre demande.

### Actions militaires en Italie
En 1850, il est promu général commandant du 5e corps d'armée ; et, le 28 février, succède à Joseph Radetzky au poste de gouverneur civil et militaire de Lombardie. En cette qualité, il effectue plusieurs missions diplomatiques mineures. En 1857, il est nommé commandant en chef des forces autrichiennes en Italie du nord.
En 1859, pendant les premiers jours de la guerre qui oppose la France et le royaume de Sardaigne à l'empire d'Autriche, l'empereur François-Joseph le nomme gouverneur du royaume lombard-vénitien, venant ainsi remplacer le prince impérial Ferdinand Maximilien (plus connu sous le nom de Maximilien Ier, empereur du Mexique), jugé trop libéral. Cette nomination est largement due à l'appui du général von Grünne, le conseiller militaire de l'empereur.
Les opérations ont été menées grâce à l'avance des troupes autrichiennes ; cependant, le manque d'énergie du commandement de Gyulai permet aux troupes franco-sardes de reprendre du terrain. Les troupes autrichiennes, arrivant fréquemment trop en retard sur les lieux, finissent par se trouver en position difficile, et un peu plus tard - bien que le gouvernement autrichien ait dépêché quatre corps d'armée, fin mai, sur le théâtre des opérations - subissent une défaite décisive à Magenta, le 4 juin 1859, face aux forces franco-sardes, commandées par l'empereur français Napoléon III et par le maréchal Patrice de Mac-Mahon (qui deviendra quelques années plus tard le 3e président de la République française).
Le 16 juin 1859, Ferenc Gyulai est relevé de ses fonctions de général en chef et mis à la retraite. C'est l'empereur François-Joseph lui-même qui prend sa place, venant diriger les opérations et assumant personnellement le commandement de l'armée lombardo-vénitienne.
La présence de leur empereur n'empêchera pas cependant les troupes autrichiennes d'être défaites, à la bataille de Solférino, le 24 juin.
En conséquence de ces défaites successives, l'empire d'Autriche est contraint de renoncer à Milan et à toute la Lombardie en faveur de Napoléon III qui, peu après, offre ces provinces au jeune royaume d'Italie, fondé en 1861, en échange de la Savoie et du comté de Nice.
Voulant témoigner une dernière fois de sa fidélité à l'empereur, Gyulai demande, et obtient, le commandement du régiment qui porte son nom ; il doit cependant, pour cela, rester à Mantoue, qui sera l'une des dernières forteresses autrichiennes à résister au processus d'unification italienne ; Mantoue est en effet annexée par le royaume d'Italie en 1866.

## Ses descendants
Ferenc Gyulai n'eut pas d'enfants, et adopta en 1866 le neveu de sa femme, le baron Leopold Wilhelm von Edelsheim (1826-1893), major général, qui ajouta à son nom celui de Gyulai, devenant ainsi le baron, puis le comte, Lipót Vilmos (Leopold Guillaume) Edelsheim-Gyulai, fondateur de la famille des Edelsheim-Gyulai. Plus tard, il fut élevé au rang de général de cavalerie. L'une de ses arrière-petites-filles, la comtesse Ilona Edelsheim-Gyulai, épousa en 1940 l'officier d'aviation István Horthy (1904-1942), fils de Miklós Horthy, régent de Hongrie.

### Sources
- (hu) Új Magyar Életrajzi Lexikon ("Nouveau dictionnaire de biographies hongroises"), Éd. Magyar Könyvklub, 2001,  (ISBN 963-547-414-8)
- (hu) Magyarország Hadtörténete Két Kötetben ("Histoire militaire de la Hongrie en deux volumes"), rédacteur en chef Ervin Liptai, Zrínyi Katonai Kiadó [Éditions Militaires Zrínyi], 1985,  (ISBN 963-326-337-9)
- (hu) "Gyulai Ferenc", journal Vasárnapi Újság, 29 mai 1859